# Аферим!
Аферим! (енг. Bravo!) је румунски драмски филм из 2015. године, који је режирао Раду Јуде, а продуцирала Ада Соломон. Приказан је у главној такмичарској секцији 65. Берлинског међународног филмског фестивала , где је Раду Јуде освојио Сребрног медведа за најбољу режију. Изабран је за румунски рад за најбољи филм на страном језику на 88. додели Оскара. 

## Радња
Радња филма смештена је у Влашку почетком 19. века, када је локалног полицајца Констандина у улози Теодора Корбана ангажовао Иардахе, бојар, да пронађе Царфина у улози Тома Кузина, ромског роба који је побегао са имања бојара након афере са његовом супругом.

## Улоге
- Victor Rebengiuc као Stan
- Luminița Gheorghiu као Smaranda Cîndescu
- Șerban Pavlu као Traveler
- Toma Cuzin as Carfin Pandolean
- Gabriel Spahiu као Vasile
- Mihaela Sîrbu као Sultana
- Alexandru Bindea као Priest on the road
- Teodor Corban као Costandin

## Пријем
Публикација Холивуд Репортер описује овај филм као „сурову лекцију историје, ослобођену предвиђеним хумором и класичним западним елементима“. Часопис Вариети пише да је Аферим!  „изузетан и изузетно интелигентан увид у кључни период историје, филм подједнако надахнут и бесан“.